# 青木沙耶加
青木沙耶加（日语：青木 さやか，1973年3月27日—），日本搞笑藝人、女演員、4歲開始學鋼琴。來自愛知縣尾張旭市（出生於愛知縣瀨戶市）。血型為O型。屬於（渡邊娛樂經紀公司）旗下，以發怒，暴言式的搞笑風格著名。名古屋學院大學外語部中文系畢業，會說中文，曾經在《男女糾察隊》上秀過一段中文對話（台灣緯來日本台播出時間：2005年4月11日）。

## 簡歷
雙親皆在小學擔任教職（2006年3月時，母親為一所小學的校長）。曾就讀愛知縣立瀬戸高等學校、名古屋學院大學外語部中文系畢業後，進入名古屋的藝人培訓學校「電視藝人中心」（テレビタレントセンター）就讀。據說在那裡曾受到狂言師（日本的一種傳統表演藝術）和泉元彌的指導。在這之後，在名古屋岐阜縣以自由播報員的身分活動，並參加中京電視台的節目演出。雖然此時的目標並不是成為搞笑藝人，但是在以前錄製的自我宣傳影片中，青木曾表示自己想成為搞笑藝人，這段影片經過電視節目介紹之後，等於是打開了讓青木成為搞笑藝人的契機。在名古屋時，青木曾與松田大輔（日本搞笑藝人）等5人組成一個節目單元。退出單元後，有一段時間以自由藝人的身分進行活動，後來在的現場演出中受到社長渡邊美樹的賞識，以相當優渥的條件簽下青木。此後，自2003年1月開始，隨著經紀公司的轉移，青木的活動範圍也擴展至日本全國，到達現在的成績。據說她不喜歡女播報員，但她的親戚青木裕子現在是TBS電視台的主播。
在青木還是新手藝人的時期，曾擔任過廣播節目的街頭外景主持人。之後也陸續參與許多廣播節目。接著青木的曝光率隨著全國性的活動開始而增加，從2003年秋天開始參加富士電視台和朝日電視台的節目演出，藉由經紀公司強力推薦宣傳的節目也越來越多。在同一時期，參加了日本電視台受到歡迎之綜藝節目的演出。現在青木不只侷限於搞笑的演出，同時也是女演員和主持人，在節目中以其一人發揮出的獨特存在感。
2004年8月10日發售的《週刊POST》宣怖，將在8月20日和8月27日發售的兩期雜誌中刊登青木的比基尼泳裝寫真，引來兩極化的評價。
在2004年10月12日播出的「男女糾察隊」3小時特別節目中，青木公開了當時的男友「幸司」（コージ）。這一集創下了該節目史上最高的收視率（平均22.1%，瞬間最高30.4%）。
曾參加電視節目「音樂戰士」的特別企劃，以「龐克青木」（P'UNK青木）為名，參加了「P'UNK～EN～CIEL」樂團（模仿知名樂團「L'Arc～en～Ciel」的名字），並擔任鍵盤手與合聲。後來並在2005年1月13日於日本武道館舉行演唱會。此外，L'Arc～en～Ciel於同一天發售的的單曲《Killing Me》中還收錄了與青木合作的歌曲「Round and Round 2005 feat. P'UNK青木」。
2005年4月13日發行寫真集「Où Voyez-vous?」（法文，原意為「看什麼看？」，是青木在節目中的招牌口頭禪），初版的2萬本在兩、三天內就迅速銷售一空。其拍攝製作經過在4月12日的「男女糾察隊」特別節目中播出。之後又加印了7萬5千本。同經紀公司的後輩安倍麻美認為「青木的寫真集賣得這麼好，還不都是因為男女糾察隊。」，後來又改口說「沒這回事啦！我是說要感謝男女糾察隊。」，否認了之前的發言。
於2007年10月22日, 透過經紀公司發表與交往半年、比她小三歲的舞者結婚。
在2010年3月8日誕下一女兒。
2012年3月23日，透過傳真宣佈離婚。

## 表演風格（藝風）
常裝扮成巴士導遊、保姆、電梯小姐等各種職業，並且以獨自親身上場的「連發」演出來表現黑色幽默。此外，擅長用鋼琴演奏出自己作的歌曲。在名古屋時期，擅長以直笛和中音（Alto）演唱作為相聲演出的材料。
在綜藝節目中，與負責和善表現的角色相對，會邊用眼睛上下打量對方邊罵人，還會趁機表演鬥雞眼，也會依照不同的狀況做出不同的回應。此外也常痛罵年輕的播報員搭檔，不過這個常被認為是電視台播報員的挫折考驗，這方面也受到之前擔任自由播報員經驗的影響。此外也以「滑舌」（舔嘴唇）作為表演賣點之一，據說這也是受到以前播報員經驗的影響，「為了在節目中說話能夠流暢不打結，因此有時需要舔一下嘴唇」。最近轉換形象，不再像以前一樣常痛罵女播報員。
常用來搞笑的絕招有「你看什麼看啊!!!!」（遮住胸部和下半身，並且瞪著攝影機或男藝人大吼出這句話）、「開什麼玩笑啊!!!!」（會邊作鬥雞眼邊大吼出這句話）、「ni a」、「nyo ru n」（以上兩句都是用盡力氣突然發出的怪異叫聲）？
2004年末至2005年初時，經常模仿漫畫《北斗神拳》、《筋肉人》、《鐵拳對鋼拳》中的動作。
在「男女糾察隊」節目中，自稱擁有「搞笑招數180招」。後來在2006年4月18日播出的節目中，坦承其實只是吹噓的而已。

## 演出作品

### 綜藝節目

#### 固定班底（現在）
- 週六  23:00-00:00（富士電視台）
- 週二  23:25-23:55（日本電視台）
- 週三 （辣妹圍裙） 19:00-20:00（朝日電視台）

本節目曾在台灣JET日本台播出。
- 週四  12:00-13:00（富士電視台）
- 週四  19:00-19:58 （日本電視台）
- 週四  （阿Q猜謎王）23:15-24:10（朝日電視台）

本節目曾在台灣JET日本台播出。
- 週四 「Goro's Bar」 23:55-00:25（東京電視台，由於現在和「阿Q猜謎王」（Qさま!!）的播出時間重疊，因此暫時停止演出）
- 週五 「 MUSIC FIGHTER」 24:50-00:45（日本電視台）

#### 固定班底（過去）
- （NHK）
- （富士電視台）
- （日本電視台）
- （東京電視台）
- （東京電視台）
- （東京電視台）
- （日本電視台）
- （富士電視台，深夜節目時代的「たけのこニョッキ」單元中擔任「天之聲」。）

#### 單次登場
- （富士電視台）
- （朝日電視台，主持人）
- （富士電視台，首次主持的黃金時段節目）
- （日本電視台）

### 電視連續劇
- （2004年1月16日 - 3月26日，東京電視台，為首次擔任女演員的作品）

此劇曾在灣以「仙女達令」為名稱播出。分別在2004年8月25日與2005年4月13日在JET日本台播出
- （2005年4月19日 - 6月，富士電視台）

此劇曾在灣以「熟女拉警報」為名稱在緯來日本台播出。
- 「THE WAVE!」（2005年7月23日 - 24日，富士電視台）
- （2005年9月27日，富士電視台，首次演出的作品）

### 電視廣告
- 資生堂「化粧惑星」（2004年）
- OYASU（模範生點心麵）（2005年）
- 三得利「DAKARA」飲料（2005年）
- DARIA（改善捲髮的產品）（2005年）
- USEN「GyaO」（日本的網路電視服務）（2005年）
- Yellow Hat（皇帽汽車百貨）（2005年）
- 西日本JR巴士（2004年。也參加了該公司企劃的巴士之旅）

## 外部連結
- 所属經紀公司的介紹網頁 （页面存档备份，存于）
- 青木沙耶加的 Blog
- 青木沙耶加的影迷網站「Heaven's Door」 （页面存档备份，存于）
- 青木沙耶加的Instagram帳戶